# Megachile leucopsis
Megachile leucopsis là một loài Hymenoptera trong họ Megachilidae. Loài này được Schletterer mô tả khoa học năm 1891.